# Dvaitadvaita
Le Dvaitādvaita (« dualité dans la non-dualité ») est l'une des écoles du Vedānta qui appartient à la tradition philosophique indienne āstika. Celle-ci a été fondée par le philosophe Nimbārka vers le XIIe siècle de notre ère. Cette école liée aux Védas reconnait une dualité entre l'âme et le Tout c'est-à-dire dieu mais admet qu'il y a aussi une non-dualité. Cette pensée peut être assimilée à l'école de Vedanta dénommée bhedabheda. En fait pour le dvaitadvaita, Dieu est en toute chose sur Terre: là est la non-dualité; mais les qualités des êtres vivants des matières sont différentes d'où une dualité.